# Crocidura harenna
Crocidura harenna är en däggdjursart som beskrevs av Rainer Hutterer och Yalden 1990. Crocidura harenna ingår i släktet Crocidura och familjen näbbmöss. IUCN kategoriserar arten globalt som akut hotad. Inga underarter finns listade i Catalogue of Life.
Denna näbbmus är bara känd från en mindre bergstrakt i södra Etiopien. Den hittades där mellan 2400 och 2630 meter över havet. Arten vistas i en städsegrön bergsskog med växter av släktena Schefflera och Hagenia.